# Sol Kyung-gu
Sol Kyung-gu (kor. 설경구, ur. 14 maja 1967) – południowokoreański aktor. Studiował teatr i film na Uniwersytecie Hanyang. Najbardziej znany jest z ról w filmach Miętowy Cukierek (2000), Gonggongui jeog, Oasis (2022), Silmido (2003), Bezlitosny (2017), Jasaneobo (2021) i Kingmeikeo (2022).

## Wczesne lata
Sol urodził się 14 maja 1967 w Seocheon, Chungcheong Południowy w Korei Południowej. Jego rodzina przeniosła się do Dohwa-dong, Mapo-gu, Seul, kiedy jego ojciec, który był urzędnikiem państwowym, został przeniesiony do urzędu w Mapo. Tam Sol uczęszczał do Szkoły Podstawowej w Mapo, a następnie do Gimnazjum w Mapo i Liceum w Mapo.

## Kariera

### Lata 1993–1997: Wczesna kariera
Wbrew oczekiwaniom rodziców, którzy chcieli, aby zdobył wykształcenie inżynierskie i miał stabilną pracę, Sol Kyung-gu rozpoczął studia na Wydziale Teatru i Filmu na Uniwersytecie Hanyang w 1986 roku. Zdobywał specjalizacje w reżyserii, jednak zaczął też grać na scenie za radą starszych kolegów ze studiów, którzy poradzili mu: „Aby dobrze reżyserować, musisz też spróbować aktorstwa”.
W pierwszym semestrze drugiego roku, przerwał studia i przez około rok pracował w niepełnym wymiarze godzin w małym teatrze. Następnie zaciągnął się do wojska, aby odbyć obowiązkową w Korei Południowej służbę wojską. Trafił do Sundae Mun, czyli wojskowej grupy teatralnej, odpowiedzialnej za występy. Po zakończeniu służby wrócił na studia.
W maju 1993 roku, kiedy był na czwartym roku studiów, wyreżyserował sztukę na 1. Festiwal Młodych Teatrów, pod tytułem „dala dala balgeun dala” (pl. „Księżyc, Księżyc, Jasny Księżyc”). W tym samym czasie planował przystąpić do 3. Rekrutacji Talentów KBS, jednak musiał zrezygnować z rekrutacji na prośbę swojego profesora. Na drugim semestrze ostatniego roku, był również aktywny w Dongsung-dong, gdzie gościnnie reżyserował sztukę „Bison”, dla klasy teatralnej Deoksung Women's University.
Stopniowo naturalnie porzucił marzenie o zastaniu reżyserem filmowym. W 1993 roku zadebiutował w sztuce „Simbasame”, gdy dołączył do Hanyang Theatre Company, zespołu teatralnego, którego większość członków stanowią absolwenci Wydziału Teatru i Filmu Uniwersytetu Hanyang.
Na czwartym roku studiów, otrzymał pełne stypendium za oceny. Przed ukończeniem Uniwersytetu Hanyang otrzymał propozycje pojęcia studiów podyplomowych na Uniwersytecie Hanyang lub na Korea National University of Arts, jednak odmówił. Kontynuował działalność teatralną w Hanyang Theatre Company, jednak po ukończeniu studiów opuścił grupę.
W maju 1994 roku zapytał jednego ze swoich starszych kolegów ze studiów, który był szefem działu planowania w teatrze Hakjeon o pracę na pół etatu. Tym sposobem został obsadzony w przebojowej koreańskiej adaptacji niemieckiego musicalu rockowego „Subway Line 1”. Od momentu premiery przedstawienia, w latach 1994–1996, grał wszystkie oprócz dwóch z 80 ról w przedstawieniu. Gromadził różne doświadczenia i umiejętności aktorskie, odnosząc duży sukces. Ponadto był też aktywny jako aktor w Daehakro, występując w takich sztukach, jak koreańska produkcja „True West” oraz musicalu „Mosquito”.
Od 1988 roku zaczął odgrywać mniejsze role w produkcjach telewizyjnych. W teatrze był bardzo znany, jednak w telewizji był tylko początkującym aktorem. W połowie lat 90. zaczął odgrywać mniejsze role w filmach fabularnych. W 1996 roku zadebiutował na dużym ekranie w swoim pierwszym filmie „Płatek”, wcielając się w rolę Woo-ri, studenta, który ściga dziewczynę która jest główną bohaterka filmu (w tej roli Lee Jung-hyun). Role dostał dzięki poleceniu reżysera Shim Kwang-jina, kolegi ze studiów z którym brał lekcje reżyserii u reżysera Jang Seon-woo.

### Lata 1998–2002: Przełom w karierze
W 1997 roku Sol Kyung-gu spotkał Cha Seung-jae, dyrektora generalnego Sidus FNH, producenta filmu „Chunyudleui jeonyuksiksah”, który ukazał się w 1998 roku. Sol zagrał w tym filmie rolę rysownika, który spędza noc z Yeon (w tej roli Jin Hee-kyung), pracowniczką hotelu. Jego rola była krótka, ale imponująca. Następnie podpisał kontrakt menedżerski z Sidus HQ i zagrał w filmach „Song-o”, „Yuryeong” i „Saeneun pyegoksuneul keruinda” w 1999 roku.
Na początku 1999 roku wziął udział w przesłuchaniu do głównej roli w filmie „Miętowy Cukierek”, w reżyserii Lee Chang-donga. Nie powiodło mu się na pierwszym przesłuchaniu, jednak żona reżysera, znana dramatopisarka spektaklu „Wyznanie”, zobaczyła przypadkowo jego nagranie z przesłuchania i przekonała męża do zastanowienia się nad obsadzeniem Sol Kyung-gu w roli Kim Young-ho.
Ponadto reżyser Lee Chang-dong ujawnił, że podobało mu się zawahanie i brak pewności siebie Sol Kyung-gu podczas przesłuchania. W przeciwieństwie do innych aktorów starających się o role, miał on mało charyzmy, ale jego twarz wyrażała wiele emocji. To ostatecznie sprawiło, że reżyser obsadził go w roli głównej.
Film „Miętowy Cukierek” zadebiutował 14 października 1999 roku, otwierając 4. Międzynarodowy Festiwal Filmowy w Busan. Sol Kyung-gu otrzymał entuzjastyczne recenzje i zdobył wiele nagród za swój występ, między innymi: Korean Film Critics Association Award, Chunsa Film Awards, Blue Dragon Film Awards, Daejong Awards i Baeksang Arts Awards.
Następnie pojawił się razem z Jeon Do-yeonem w komedii romantycznej „Nado anaega isseosseumyeon johgessda” w 2001 roku. Zagrał rolę Kim Bong-su, pracownika banku, który tęskni za romansem. Później pojawił się w japońskim dramacie telewizyjnym „Prince Shōtoku”, wyprodukowanym przez japońską stacje NHK.
W 2002 roku zagrał role główne w trzech filmach. Za role brutalnego i pozbawionego skrupułów policjanta w filmie „Gonggongui jeog”, zdobył nagrodę dla najlepszego aktora na ceremoniach Grand Bell Awards i Blue Dragon Film Awards. W sierpniu tego roku wystąpił w kolejnym filmie Lee Chang-donga, o tytule „Oaza”. Jego rola jako lekko upośledzonego umysłowo wyrzutka z socjopatycznymi skłonnościami przyniosła mu nagrodę dla najlepszego aktora na Chunsa Film Art Awards, Korean Association of Film Critics Awards, Korean Film Awards, Director's Cut Awards i 29. Międzynarodowym Festiwalu Filmowym w Seattle. W listopadzie wystąpił razem z Cha Seung-wonem w kasowym przeboju „Gwangbokjeol teuksa”, w reżyserii Kim Sang-jina.

## Życie prywatne
W 1996 roku poślubił młodszą siostrę aktora Ahn Nae-sanga. Mają razem jedną córkę. Po czterech latach separacji para rozwiodła się 21 lipca 2006 roku.
28 maja 2009 roku Sol poślubił aktorkę Song Yoon-ah, z którą pracował wcześniej przy filmach Gwangbokjeol teuksa (2002) i Sarang-eul Nochida (2006). Mają razem jednego syna.

## Filmografia

### Filmy
| Rok  | Tytuł                                | Rola                  |
| ---- | ------------------------------------ | --------------------- |
| 1996 | Płatek                               | Woo-ri                |
| 1998 | Chunyudleui jeonyuksiksah            | Gyu-sik               |
| 1999 | Yuryeong                             | Numer 432             |
| 1999 | Song-o                               | Min-soo               |
| 1999 | Saeneun pyegoksuneul keruinda        | Kim                   |
| 2000 | Miętowy Cukierek                     | Kim Yong-ho           |
| 2000 | Danjeokbiyeonsu                      | Juk                   |
| 2001 | Nado anaega isseosseumyeon johgessda | Kim Bong-soo          |
| 2002 | Gonggongui jeog                      | Kang Chul-joong       |
| 2002 | Oaza                                 | Hong Jong-du          |
| 2002 | Gwangbokjeol teuksa                  | Yoo Jae-pil           |
| 2003 | Silmido                              | Kang In-chan          |
| 2004 | Rikidōzan                            | Rikidōzan/Kim Sin-rak |
| 2005 | Gonggongui jeog 2                    | Kang Chul-joong       |
| 2006 | Sarang-eul Nochida                   | Woo-jae               |
| 2006 | Yeol-hyeol-nam-a                     | Shim Jae-mun          |
| 2007 | Geunom moksori                       | Han Kyung-bae         |
| 2007 | Ssaum                                | Kim Sang-min          |
| 2008 | Kang Chul-jung: Gonggongui jeog 1-1  | Kang Chul-joong       |
| 2009 | Haeundae                             | Choi Man-sik          |
| 2009 | Nae sarang nae gyeotae               | Kim Jong-do           |
| 2009 | Całkiem nowe życie                   | ojciec Jin-hee        |
| 2010 | Yongseoneun Eupda                    | Kang Min-ho           |
| 2010 | Troubleshooter                       | Kang Tae-sik          |
| 2010 | Kamelia                              | Yong-soo              |
| 2012 | W płonącej pułapce                   | Kang Young-ki         |
| 2013 | Gamsijadeul                          | Detektyw Hwang        |
| 2013 | Seu-pa-i                             | Chul-soo              |
| 2013 | Nadzieja                             | Im Dong-hoon          |
| 2014 | Naui Dogjaeja                        | Kim Sung-geun         |
| 2015 | Seobu Jeonseon                       | Nam-bok               |
| 2017 | Lucid Dream                          | Song Bang-seop        |
| 2017 | Bezlitosny                           | Han Jae-ho            |
| 2017 | Człowiek bez pamięci                 | Byeong-soo            |
| 2017 | Rok 1987                             | Kim Jeong-nam         |
| 2019 | Woo-sang                             | Yoo Joong-sik         |
| 2019 | Saeng-il                             | Jung-il               |
| 2019 | Peopekteu maen                       | Jang-su               |
| 2021 | Jasaneobo                            | Jeong Yak Jeon        |
| 2022 | Kingmeikeo                           | Kim Woon-beom         |
| 2022 | Yaksha: Decydująca misja             | Kang-inn              |
| 2022 | Ni Bumo Eolguli Bogo Sipda           | Kang Ho-chang         |
| 2022 | The Boys (Sonyeondeul)               | Hwang Jun-cheol       |
| 2023 | Ghost                                | Junji Murayama        |
| 2023 | Kill Boksoon                         | Cha Min-kyu           |
| 2023 | Deo Mun                              | Kim Jae-guk           |

### Telewizja
| Rok  | Tytuł                      | Tytuł              | Rola                                                                     | Stacja telewizyjna |
| Rok  | Tytuł                      | Tytuł po koreańsku | Rola                                                                     | Stacja telewizyjna |
| ---- | -------------------------- | ------------------ | ------------------------------------------------------------------------ | ------------------ |
| 1988 | Joy of Love                |                    |                                                                          | KBS                |
| 1990 | The House with a Deep Yard | 마당 깊은 집       |                                                                          | MBC                |
| 1991 | Magpie Daughter-in-law     |                    |                                                                          | MBC                |
| 1992 | Man of crisis              | 위기의 남자        |                                                                          | KBS2 drama         |
| 1994 | Oldest Sister              | 큰 언니            | absolwent                                                                | MBC                |
| 1994 | Daughter's house           | 딸부잣집           |                                                                          | KBS2 drama         |
| 1995 | Young man Yangji           | 젊은이의 양지      | kolega z klasy w rodzinnym mieście Yang Chun-shika ze szkoły podstawowej | KBS2 drama         |
| 1995 | Puberty                    | 사춘기             | nauczyciel muzyki                                                        | MBC                |
| 1996 | One's first love           | 첫사랑             |                                                                          | KBS2 drama         |
| 1997 | There is a blue bird       | 파랑새는 있        | Seol Tae-seung                                                           | KBS2               |
| 1997 | A snail                    | 달팽이             | kelner                                                                   | SBS                |
| 1997 | Korea Gate                 | 코리아게이트       | Gujeonggil                                                               | SBS                |
| 1999 | Happy with More            | 해피투게더         |                                                                          | SBS                |
| 2001 | Prince Shōtoku             | 쇼토쿠 태자        | Shin Line Musa Lee Jin                                                   | NHK                |

### Musical
| Rok       | Tytuł          | Tytuł              | Rola                                                                                         | Miejsce wystawiania                                                  |
| Rok       | Tytuł          | Tytuł po koreańsku | Rola                                                                                         | Miejsce wystawiania                                                  |
| --------- | -------------- | ------------------ | -------------------------------------------------------------------------------------------- | -------------------------------------------------------------------- |
| 1986      | Porgy and Bess | 포기와 베스        |                                                                                              |                                                                      |
| 1994-1996 | Subway Line 1  | 지하철 1호선       |                                                                                              | Daehangno Hakjeon Green Small Theater                                |
| 1996      | Mosquito       | 모스키토           | piekarz, pijak, rodzic-śpiewak, sekretarz członka Zgromadzenia Narodowego i wiele innych ról | Daehangno Hakjeon Green Small Theater                                |
| 1997-1998 | Subway Line 1  | 지하철 1호선       |                                                                                              | Daehangno Hakjeon Green Small Theater                                |
| 2001      | Subway Line 1  | 지하철 1호선       | Chul-soo, pasażer, ewangelista i wiele innych ról                                            | Daehangno Hakjeon Green Small Theater, April 3–5 Berlin Performance. |

### Teatr
| Rok       | Tytuł                                         | Tytuł                                      | Rola                | Miejsce wystawiania                                        |
| Rok       | Tytuł                                         | Tytuł po koreańsku                         | Rola                | Miejsce wystawiania                                        |
| --------- | --------------------------------------------- | ------------------------------------------ | ------------------- | ---------------------------------------------------------- |
| 1993      | The Moon, Moon, The Bright Moon               | 달아 달아 밝은 달아                        | produkcja           |                                                            |
| 1993      | Simbasame (Barbara at night and Mary at dawn) | 심바새메 (심야에는 바바라와 새벽에는 메리) |                     | Daehangno Information Small Theater                        |
| 1994      | This Song                                     | 이런 노래                                  | Son, Jo Gyeong-hoon | Small theater performance at Dongsung-dong Cultural Center |
| 1995–1996 | Simbasame (Barbara at night and Mary at dawn) | 심바새메 (심야에는 바바라와 새벽에는 메리) | gay Alex            | Daehangno Information Small Theater                        |
| 1996      | The serpentine groom and his bride            | 구렁이신랑과 그의 신부                     |                     |                                                            |
| 1996      | True West                                     | 트루웨스트                                 | Lee                 | Daehangno Seongjwa small theater performance               |
| 2005      | Love Letter                                   | 러브레터                                   | Andy                | Daehangno Hanyang Repertory Theater                        |

### Teledyski
| Rok  | Tytuł Piosenki                              | Artysta       |
| ---- | ------------------------------------------- | ------------- |
| 2004 | "I Loved You to Death”                      | SG Wannabe    |
| 2015 | „How Much Love Do You Have in Your Wallet?” | Park Yoo-chun |

## Nagrody i nominacje
| Rok  | Nagroda                                       | Kategoria                                               | Nominowana praca                           | Wynik     |
| ---- | --------------------------------------------- | ------------------------------------------------------- | ------------------------------------------ | --------- |
| 1992 | 28. Baeksang Arts Awards                      | Najlepszy debiut aktorski w kategorii teatr (mężczyzna) |                                            | Wygrana   |
| 1999 | 7. Chunsa Film Art Awards                     | Najlepszy debiut aktorski (mężczyzna)                   | Song-o                                     | Nominacja |
| 1999 | 20. Blue Dragon Film Awards                   | Najlepszy debiut aktorski (mężczyzna)                   | Song-o                                     | Nominacja |
| 2000 | 10. Oslo International Film Festival          | Special Mention Award                                   | Miętowy Cukierek                           | Wygrana   |
| 2000 | 36. Baeksang Arts Awards                      | Najlepszy debiut aktorski w filmie (mężczyzna)          | Miętowy Cukierek                           | Wygrana   |
| 2000 | 8. Chunsa Film Art Awards                     | Najlepszy aktor                                         | Miętowy Cukierek                           | Wygrana   |
| 2000 | 2. International Film Festival Bratislava     | Najlepszy aktor                                         | Miętowy Cukierek                           | Wygrana   |
| 2000 | 37. Grand Bell Awards                         | Najlepszy aktor                                         | Miętowy Cukierek                           | Nominacja |
| 2000 | 37. Grand Bell Awards                         | Najlepszy debiut aktorski (mężczyzna)                   | Miętowy Cukierek                           | Wygrana   |
| 2000 | 20. Korean Association of Film Critics Awards | Najlepszy debiut aktorski (mężczyzna)                   | Miętowy Cukierek                           | Wygrana   |
| 2000 | 23. Golden Cinematography Awards              | Najlepszy debiut aktorski (mężczyzna)                   | Miętowy Cukierek                           | Wygrana   |
| 2000 | 21. Blue Dragon Film Awards                   | Najlepszy aktor w roli głównej                          | Miętowy Cukierek                           | Wygrana   |
| 2000 | Cine 21 Awards                                | Najlepszy aktor                                         | Mietowy Cukierek, Danjeogbiyeonsu          | Wygrana   |
| 2002 | 38. Baeksang Arts Awards                      | Grand Prize (Daesang) w kategorii film                  | Gonggongui jeog                            | Wygrana   |
| 2002 | 38. Baeksang Arts Awards                      | Najlepszy aktor w kategorii film                        | Gonggongui jeog                            | Nominacja |
| 2002 | 23. Blue Dragon Film Awards                   | Najlepszy aktor w roli głównej                          | Gonggongui jeog                            | Wygrana   |
| 2002 | 39. Grand Bell Awards                         | Najlepszy aktor                                         | Gonggongui jeog                            | Wygrana   |
| 2002 | Cine 21 Awards                                | Najlepszy aktor                                         | Gonggongui jeog, Oaza, Gwangbokjeol teuksa | Wygrana   |
| 2002 | 10. Chunsa Film Art Awards                    | Najlepszy aktor                                         | Oaza                                       | Wygrana   |
| 2002 | 3. Busan Film Critics Awards                  | Najlepszy aktor                                         | Oaza                                       | Wygrana   |
| 2002 | 22. Korean Association of Film Critics Awards | Najlepszy aktor                                         | Oaza                                       | Wygrana   |
| 2002 | 1. Korean Film Awards                         | Najlepszy aktor                                         | Oaza                                       | Wygrana   |
| 2002 | 5. Director's Cut Awards                      | Najlepszy aktor                                         | Oaza                                       | Wygrana   |
| 2003 | 29. Seattle International Film Festival       | Najlepszy aktor                                         | Oaza                                       | Wygrana   |
| 2003 | 39. Baeksang Arts Awards                      | Najlepszy aktor w kategorii film                        | Oaza                                       | Nominacja |
| 2003 | 26. Golden Cinematography Awards              | Najpopularniejszy aktor                                 | Oaza                                       | Wygrana   |
| 2003 | 3. Korea World Youth Film Festival            | Ulubiony aktor                                          | Oaza                                       | Wygrana   |
| 2004 | 40. Baeksang Arts Awards                      | Najlepszy aktor w kategorii film                        | Silmido                                    | Nominacja |
| 2005 | 42. Grand Bell Awards                         | Najlepszy aktor                                         | Rikidōzan                                  | Nominacja |
| 2005 | 42. Grand Bell Awards                         | Najlepszy aktor                                         | Gonggongui jeog 2                          | Nominacja |
| 2006 | 3. Max Movie Awards                           | Najlepszy aktor                                         | Gonggongui jeog 2                          | Nominacja |
| 2007 | 44. Grand Bell Awards                         | Najlepszy aktor                                         | Geu nom moksori                            | Nominacja |
| 2007 | 28. Blue Dragon Film Awards                   | Najlepszy aktor w roli głownej                          | Geu nom moksori                            | Nominacja |
| 2007 | 6. Korean Film Awards                         | Najlepszy aktor                                         | Yeolhyeol-nama                             | Nominacja |
| 2007 | 15. Chunsa Film Art Awards                    | Najlepszy aktor                                         | Yeolhyeol-nama                             | Nominacja |
| 2008 | 16. Chunsa Film Art Awards                    | Najlepszy aktor                                         | Gonggongui jeog 2                          | Nominacja |
| 2008 | 29. Blue Dragon Film Awards                   | Najlepszy aktor w roli głownej                          | Gonggongui jeog 2                          | Nominacja |
| 2008 | 29. Blue Dragon Film Awards                   | Popular Star Award                                      | Gonggongui jeog 2                          | Wygrana   |
| 2009 | 45. Baeksang Arts Awards                      | Najlepszy aktor w kategorii film                        | Gonggongui jeog 2                          | Nominacja |
| 2009 | 17. Korean Culture and Entertainment Awards   | Grand Prize (Daesang) w kategorii film                  | Haeundae                                   | Wygrana   |
| 2009 | 46. Grand Bell Awards                         | Najlepszy aktor                                         | Haeundae                                   | Nominacja |
| 2010 | 18. Chunsa Film Art Awards                    | Najlepszy aktor                                         | Yongseoneun eupda                          | Wygrana   |
| 2013 | 33. Korean Association of Film Critics Awards | Najlepszy aktor                                         | Nadzieja                                   | Nominacja |
| 2013 | 34. Blue Dragon Film Awards                   | Najlepszy aktor w roli głownej                          | Nadzieja                                   | Nominacja |
| 2013 | 34. Blue Dragon Film Awards                   | Popular Star Award                                      | Nadzieja                                   | Wygrana   |
| 2014 | 50. Baeksang Arts Awards                      | Najlepszy aktor w kategorii film                        | Nadzieja                                   | Wygrana   |
| 2014 | 13. New York Asian Film Festival              | Star Asia Award                                         |                                            | Wygrana   |
| 2014 | 22. Korean Culture and Entertainment Awards   | Grand Prize (Daesang) w kategorii film                  | Na-eui dok-jae-ja                          | Wygrana   |
| 2014 | 1. Korean Film Producers Association Awards   | Najlepszy aktor                                         | Na-eui dok-jae-ja                          | Wygrana   |
| 2015 | 35. Golden Cinematography Awards              | Najlepszy aktor                                         | Na-eui dok-jae-ja                          | Wygrana   |
| 2015 | 51. Baeksang Arts Awards                      | Najlepszy aktor w kategorii film                        | Na-eui dok-jae-ja                          | Nominacja |
| 2017 | Korean Film Shining Star Awards               | Star Award                                              | Bezlitosny, Lucid Dream                    | Wygrana   |
| 2017 | 1. The Seoul Awards                           | Najlepszy aktor                                         | Bezlitosny, Lucid Dream                    | Nominacja |
| 2017 | 54. Grand Bell Awards                         | Najlepszy aktor                                         | Bezlitosny                                 | Wygrana   |
| 2017 | 37. Korean Association of Film Critics Awards | Najlepszy aktor                                         | Bezlitosny                                 | Wygrana   |
| 2017 | 38. Blue Dragon Film Awards                   | Popular Star Award                                      | Bezlitosny                                 | Wygrana   |
| 2017 | 38. Blue Dragon Film Awards                   | Najlepszy aktor w roli głównej                          | Bezlitosny                                 | Nominacja |
| 2017 | Cine 21 Awards                                | Najlepszy aktor                                         | Bezlitosny                                 | Wygrana   |
| 2017 | 17. Director's Cut Awards                     | Najlepszy aktor                                         | Człowiek bez Pamięci                       | Wygrana   |
| 2018 | 9. KOFRA Film Awards                          | Najlepszy aktor                                         | Człowiek bez Pamięci                       | Wygrana   |
| 2018 | 54. Baeksang Arts Awards                      | Najlepszy aktor w kategorii film                        | Bezlitosny                                 | Nominacja |
| 2018 | 23. Chunsa Film Art Awards                    | Najlepszy aktor                                         | Bezlitosny                                 | Nominacja |
| 2019 | 23. Fantasia International Film Festival      | Najlepszy aktor                                         | Woo-sang                                   | Wygrana   |
| 2019 | 28. Buil Film Awards                          | Najlepszy aktor                                         | Saeng-il                                   | Nominacja |
| 2019 | 40. Blue Dragon Film Awards                   | Najlepszy aktor w roli głownej                          | Saeng-il                                   | Nominacja |
| 2020 | 56. Grand Bell Awards                         | Najlepszy aktor                                         | Saeng-il                                   | Nominacja |
| 2021 | 57. Baeksang Arts Awards                      | Najlepszy aktor w kategorii film                        | Jasaneobo                                  | Nominacja |
| 2021 | Chunsa Film Art Awards 2021                   | Najlepszy aktor                                         | Jasaneobo                                  | Nominacja |
| 2021 | 30. Buil Film Awards                          | Najlepszy aktor                                         | Jasaneobo                                  | Nominacja |
| 2021 | 41. Korean Association of Film Critics Awards | Najlepszy aktor                                         | Jasaneobo                                  | Wygrana   |
| 2021 | 42. Blue Dragon Film Awards                   | Najlepszy aktor w roli głównej                          | Jasaneobo                                  | Wygrana   |
| 2021 | 41. Golden Cinematography Awards              | Najlepszy aktor                                         | Jasaneobo                                  | Wygrana   |
| 2021 | Korea University Film Festival                | Najlepszy aktor                                         | Jasaneobo                                  | Wygrana   |
| 2021 | 8. Korean Film Producers Association Awards   | Najlepszy aktor                                         | Jasaneobo                                  | Wygrana   |
| 2021 | Cine 21 Awards                                | Najlepszy aktor                                         | Jasaneobo                                  | Wygrana   |
| 2022 | 20. Director's Cut Awards                     | Najlepszy aktor w kategorii film                        | Jasaneobo                                  | Nominacja |
| 2022 | 58. Baeksang Arts Awards                      | Najlepszy aktor w kategorii film                        | Kingmeikeo                                 | Wygrana   |
| 2022 | 27. Chunsa Film Art Awards                    | Najlepszy aktor                                         | Kingmeikeo                                 | Nominacja |
| 2022 | 58. Grand Bell Awards                         | Najlepszy aktor                                         | Kingmeikeo                                 | Nominacja |
| 2022 | 43. Blue Dragon Film Awards                   | Najlepszy aktor                                         | Kingmeikeo                                 | Nominacja |